# Alois Roßmanith
Alois Roßmanith (* 24. September 1909 in Wien; † 29. Januar 1957 in Schleinbach, Niederösterreich) war ein österreichischer Arbeiterdichter.

## Leben
Alois Roßmaniths Vater war Hilfsarbeiter und fiel 1914 im Ersten Weltkrieg in Russland. Alois Roßmanith war als Kind oft krank und musste Jahre in Spitälern und Heilstätten verbringen. In seiner Jugend zog er durch Österreich, Deutschland, Ungarn und die Tschechoslowakei, wo er als Hilfsarbeiter, Lohnverrechner, Hilfslehrer und Angestellter arbeitete. Er fand über die Volksbildung zur Sozialdemokratie und publizierte bald sozialkritische Gedichte in diversen Zeitschriften. 1933 wurde er Mitglied der Vereinigung sozialistischer Schriftsteller.
Nach den Kämpfen im Februar 1934 wurde er bald als illegaler Sozialist verhaftet. Von März bis Mai 1934 befand er sich in Polizeihaft, von wo er ins Anhaltelager Wöllersdorf überstellt wurde. Nach seiner Haftentlassung im September 1934 publizierte er im Eigenverlag einen Gedichtband und erhielt 1936 den Julius-Reich-Preis. Weiters wurde er Sekretär der Anton-Wildgans-Gesellschaft.
Während der NS-Diktatur publizierte er weiterhin in Zeitschriften Lyrik und Erzählungen. Er erhielt im Dezember 1943 den Adalbert-Stifter-Preis der Stadt Wien. Nach dem Ende des Zweiten Weltkriegs war er Mitbegründer und erster Sekretär der Volkshochschule Döbling. Nach seinem Tod hat Josef Luitpold Stern seinen umfangreichen literarischen Nachlass, darunter etliche Roman-Manuskripte gesichtet.

## Werk
- Vorfrühling. Gedichte, Wien 1935
- Ruf des Wächters: hört, ihr Völker, laßt euch sagen! Chor-Partitur für Viktor Korda, Wien 1954

## Auszeichnungen
- 1936 Julius-Reich-Preis
- 1943 Adalbert-Stifter-Preis